# Debby & Nancy's Warme Wintershow
Debby & Nancy's Warme Wintershow was een entertainmentshow die van 13 oktober 2012 tot 17 november 2012 op zaterdagavond uitgezonden werd op de Vlaamse zender VTM. Het programma werd gepresenteerd door het duo Debby & Nancy. Jonas Van Geel was een vaste gast en soms kwam ook Josée uit Deurne-Zuid langs. De show werd na 6 afleveringen al afgevoerd wegens te weinig kijkers.

## Verloop van het programma
Het programma bestaat uit een aantal rubrieken
- Het programma wordt live uitgezonden en in het begin van het programma doen Debby & Nancy de oproep aan de mensen thuis om naar de studio te komen met een speciaal iets, bijvoorbeeld met een trouwfoto of vrouwen met een (valse) snor. De mensen die dan komen maken op het einde van het programma kans op een prijs. Op een ludieke manier wordt op het einde van het programma bepaald wie van deze mensen die naar de studio gekomen is deze prijs wint.

- Mensen kunnen iemand laten verrassen. Die iemand is dan aanwezig in de studio. Op een televisiescherm worden er foto's getoond van die iemand toen hij jong was of van mensen die deze persoon zou kennen. Nadat hij of zij de foto's herkend heeft komt de verrassing.

- Mensen kunnen ook zelf een wens voor zichzelf doormailen. Ofwel vervullen Debby & Nancy de wens onmiddellijk als de persoon die de mail stuurde aanwezig is in de studio, ofwel doen Debby & Nancy een oproep voor deze mensen om deze mensen hun wens te laten vervullen in een volgende aflevering.

- De pakjescarrousel. Alle gasten die in de studio aanwezig zijn moeten een cadeautje meenemen naar de studio. Na een sein begint de muziek en moet iedereen zijn cadeautje doorgeven. Op een bepaald ogenblik stopt de muziek en heeft iedereen een cadeautje van iemand anders in zijn handen dat hij/zij dan mag opendoen.

- Een bekend persoon (meestal een bekende Vlaming) wordt uitgenodigd om over een ludiek onderwerp te spreken.

- De grote ... quiz. 100 balletjes (of andere zachte voorwerpen) worden in het publiek gegooid. De 100 personen die zo een balletje kunnen vangen doen mee aan een quiz over een bekende Vlaming die ook aanwezig is, zijn of haar naam staat op de ... in "De grote ... quiz". De 100 personen komen vooraan, er komen een paar meerkeuzevragen en men moet onder het scherm gaan staan op het antwoord dat ze denken dat juist is. Na een paar selecties blijven er een paar mensen over. Deze moeten Debby, Nancy of Jonas volgen naar een zaal waar een hele hoop ballonnen omhoog hangen. In een van deze ballonnen zit een briefje met: "U bent de winnaar". De mensen beginnen dan de ballonnen kapot te prikken en degene die het briefje heeft na het doorprikken van de juiste ballon is de winnaar. Deze winnaar moet vervolgens de keuze maken uit drie borden waar een stolp op staat. Bij elk bord is er een ludieke omschrijving. En zo kiest de winnaar een bord en wint de prijs die vanonder de stolp tevoorschijn komt.

- De onzin van de week. Bepaalde artikels of gebeurtenissen die de afgelopen week gebeurd zijn worden op een humoristische manier overlopen. Ook leest Nancy een soort van liefdevolle verzoekbrief voor aan een bekende persoon om naar de studio te komen.

- Elke week is er een heel opvallende, soms gevaarlijke act. Dan komt er bijvoorbeeld een vuurspuwer of een goochelaar een showtje opvoeren.

- Elke week wordt er uit de mails die Debby en Nancy krijgen een act gekozen. Zo is er bijvoorbeeld een tapdansact of een twist. De gekozen act wordt naar het einde van de show toe opgevoerd.